# (5654) Terni
(5654) Terni (1993 KG) – planetoida z pasa głównego asteroid okrążająca Słońce w ciągu 4,64 lat w średniej odległości 2,78 j.a. Odkryta 20 maja 1993 roku.